# Linnaemya speculifera
Linnaemya speculifera är en tvåvingeart som först beskrevs av Walker 1849.  Linnaemya speculifera ingår i släktet Linnaemya och familjen parasitflugor. Inga underarter finns listade i Catalogue of Life.